# Xyleus regularis
Xyleus regularis är en insektsart som först beskrevs av Bruner, L. 1905.  Xyleus regularis ingår i släktet Xyleus och familjen Romaleidae. Inga underarter finns listade i Catalogue of Life.